# Imposto progressivo

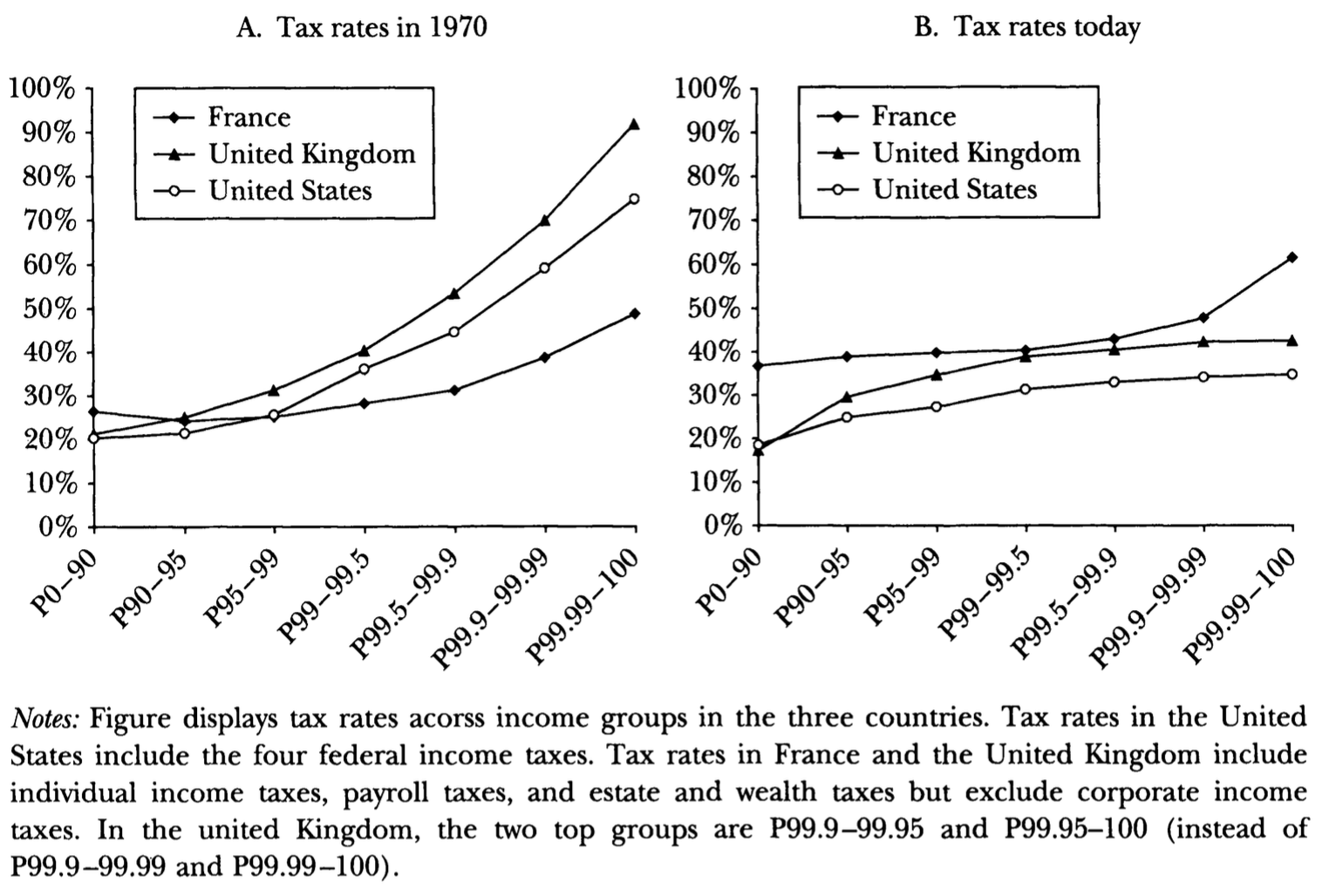
Taxas médias de impostos por grupos de renda na França, Reino Unido e Estados Unidos, 1970 (esquerda) e 2005 (direita). Os impostos eram mais progressivos em 1970 do que em 2005.

Um imposto progressivo é um imposto em que a taxa de imposto aumenta à medida que o valor tributável aumenta. O termo progressivo refere-se à forma como a taxa de imposto progride de baixa para alta, com o resultado de que a taxa média de imposto de um contribuinte é menor do que a taxa marginal de imposto da pessoa. O termo pode ser aplicado a impostos individuais ou a um sistema tributário como um todo. Impostos progressivos são impostos na tentativa de reduzir a incidência de impostos sobre pessoas com menor capacidade de pagamento, pois tais impostos transferem cada vez mais a incidência para aqueles com maior capacidade de pagamento. O oposto de um imposto progressivo é um imposto regressivo, como um imposto sobre vendas, onde os pobres pagam uma proporção maior de sua renda em comparação com os ricos (por exemplo, os gastos com mantimentos e alimentos básicos variam pouco em relação à renda, então os pobres pagam de forma semelhante aos ricos, mesmo quando estes têm uma renda muito mais alta).
O termo é frequentemente aplicado em referência aos impostos de renda pessoal, nos quais pessoas com renda mais baixa pagam uma porcentagem menor em impostos do que aquelas com renda mais alta. Também pode ser aplicado a ajustes da base tributária por meio do uso de isenções fiscais, créditos fiscais ou tributação seletiva que crie efeitos de distribuição progressiva. Por exemplo, um imposto sobre a riqueza ou a propriedade, um imposto sobre as vendas de bens de luxo, ou a isenção de impostos sobre as vendas de bens de primeira necessidade, podem ser descritos como tendo efeitos progressivos, uma vez que aumentam a carga fiscal das famílias com rendimentos mais elevados e reduzem-na nas famílias com rendimentos mais baixos.
A tributação progressiva é frequentemente sugerida como uma forma de atenuar os males sociais associados à maior desigualdade de rendimentos, uma vez que a estrutura fiscal reduz a desigualdade social; os economistas discordam sobre os efeitos económicos e a longo prazo desta política fiscal. Um estudo sugere que a tributação progressiva está positivamente associada ao bem-estar subjetivo, enquanto as taxas globais de impostos e a despesa pública não estão.